# Farsala
Farsala (Grieks: Φάρσαλα), in de Oudheid Pharsalus (Oudgrieks: Φάρσαλος) geheten, is een Grieks dorp en gemeente gelegen in het zuidoosten van de Thessalische slenk, nabij een uitloper van het Othrys-massief.
De omgeving van Farsala is bewoond sinds het neolithicum. Vondsten van Myceense graven laten vermoeden dat dit plaatsje ooit de hoofdplaats was van de legendarische stam der Myrmidonen, wier koning de Homerische held Achilles was, de zoon van Peleus. Men heeft ook geprobeerd Farsala te identificeren met "het grofkluitige" (d.i. "vruchtbare", volgens Homerus) Phthia, de hoofdplaats van de historische landstreek Phthiotis waaraan het zijn naam schonk.
Het is echter de beroemde Slag bij Pharsalus die het stadje van de vergetelheid heeft gered. Hier behaalde Julius Caesar in de zomer van 48 v.Chr. zijn meest illustere overwinning, en bracht hij zijn rivaal Pompeius de beslissende nederlaag toe.
Het huidige Farsala werd in moderne trant herbouwd, nadat het in 1954 door een aardbeving was verwoest. In het centrum van het stadje werden enkele resten van de (Hellenistisch-Romeinse) agora blootgelegd, alsook van de akropolis en van een laat-archaïsch koepelgraf (8e/7e eeuw v.Chr.).

## Gemeente
Farsala is sedert 2011 een fusiegemeente (dimos) in de Griekse bestuurlijke regio (periferia) Thessalië.
De vier deelgemeenten (dimotiki enotita) van de fusiegemeente zijn:
- Enippeas (Ενιππέας)
- Farsala (Φάρσαλα)
- Narthaki (Ναρθάκι)
- Polydamantas (Πολυδάμαντας)